# Modà
Modà ist eine italienische Pop-Rock-Band aus Mailand. Sie ist seit Anfang der 2000er-Jahre aktiv und schaffte 2011 mit ihrem vierten Album Viva i romantici den großen Durchbruch in Italien.

## Bandgeschichte
Im Jahr 2002 gegründet, wurde die Band um Frontman Francesco „Kekko“ Silvestre 2003 von einem Fernsehregisseur bei einem Liveauftritt entdeckt. Die Musiker, damals neben Silvestre Paolo Bovi am Keyboard, Tino Alberti an der Gitarre, Stefano Forcella am Bass, Manuel Signoretto am Schlagzeug und Diego Arrigoni an der E-Gitarre sowie Enrico Palmosi als Produzent, nahmen die erste Single Ti amo veramente auf und begannen, am ersten Album zu arbeiten. Nach der ersten Single, die im Mai 2004 veröffentlicht wurde, folgte eine Reihe von Liveauftritten und im September die zweite Single Dimmi che non hai paura. Das Debütalbum mit dem Titel Ti amo veramente erschien schließlich im Oktober bei New Music International und konnte sich über mehrere Monate in den Charts halten. 2005 trat die Band mit dem Lied Riesci a innamorarmi in der Newcomer-Kategorie des Sanremo-Festivals an, womit sie ihre Bekanntheit weiter steigern konnte.
2006 verließ Paolo Bovi die Band. Dies tat der Aktivität jedoch keinen Abbruch, schon im Mai des Jahres erschien die nächste Single Quello che non ti ho detto (scusami), die bis auf Platz vier der italienischen Charts gelangte. Auch das folgende, gleichnamige Album (erschienen beim Label Around the Music) verfehlte nur knapp die Top 10. Als weitere Singles daraus wurden Malinconico a metà und Grazie gente veröffentlicht, die jedoch nicht an den Erfolg anknüpfen konnten. Nun verließen auch Tino Alberti und Manuel Signoretti die Band, woraufhin Enrico Zapparoli (Gitarre) und Claudio Dirani (Schlagzeug) an ihre Stelle traten. 2008 erschien das dritte Album Sala d’attesa, aus dem die Singles Sarò sincero und Meschina ausgekoppelt wurden.
Mit dem Produzenten Orazio Grillo arbeitete Modà 2009 beim Label Baraonda an der Single Timida. Der große Durchbruch gelang 2010 mit der Veröffentlichung der Single Sono già solo, nunmehr beim Baraonda-Sublabel Ultrasuoni: Das Lied erfreute sich schnell enormer Popularität im Radio und erreichte den zweiten Platz der Singlecharts. Die Band wurde mehrfach ausgezeichnet, tourte erfolgreich durch ganz Italien und legte im Herbst des Jahres mit der Single La notte noch einmal nach – erneut gelang ein zweiter Platz in den Charts. Auf dieser plötzlichen Erfolgswelle veröffentlichte ihr ehemaliges Label New Music International die Kompilation Le origini. Außerdem wurde die Teilnahme der Band am Sanremo-Festival 2011 angekündigt, wo sie zusammen mit Emma Marrone das Lied Arriverà präsentierte. Obwohl sie sich im Wettbewerb Roberto Vecchioni geschlagen geben mussten, erreichten sie im Anschluss erstmals die Chartspitze. Gleichzeitig erschien das vierte Album Viva i romantici, das ebenfalls Platz eins der Charts erreichte und sich über drei Jahre in der Wertung halten konnte, wofür es mit einer Diamantenen Schallplatte ausgezeichnet wurde. Weitere vier erfolgreiche Singles wurden veröffentlicht, darunter das Lied Come un pittore, das 2012 in einer Version zusammen mit der Band Jarabe de Palo erneut bis auf Platz zwei der Charts klettern konnte.
Während beim Sanremo-Festival 2012 Emma Marrone mit dem von Francesco Silvestre geschriebenen Lied Non è l’inferno den Sieg holen konnte, trat die Band selbst 2013 wieder im Wettbewerb an. Von den beiden präsentierten Liedern Se si potesse non morire und Come l’acqua dentro il mare erreichte ersteres das Finale und landete dort schließlich auf dem dritten Platz hinter Marco Mengoni und Elio e le Storie Tese. Beide Lieder fanden Eingang in das fünfte Studioalbum Gioia, außerdem war Se si potesse non morire zusammen mit anderen Modà-Liedern auf dem Soundtrack des Films Bianca come il latte, rossa come il sangue enthalten. Auch Gioia konnte die Chartspitze erreichen, es folgten eine Reihe von Singles, darunter auch ein weiteres Duett mit Jarabe de Palo, und die Album-Neuedition Gioia… non è mai abbstanza. 2014 erschien bei Sony die Kompilation Best – i primi grandi successi, Ende des Jahres (wieder bei Ultrasuoni) das Livealbum 2004-2014 – L’originale.

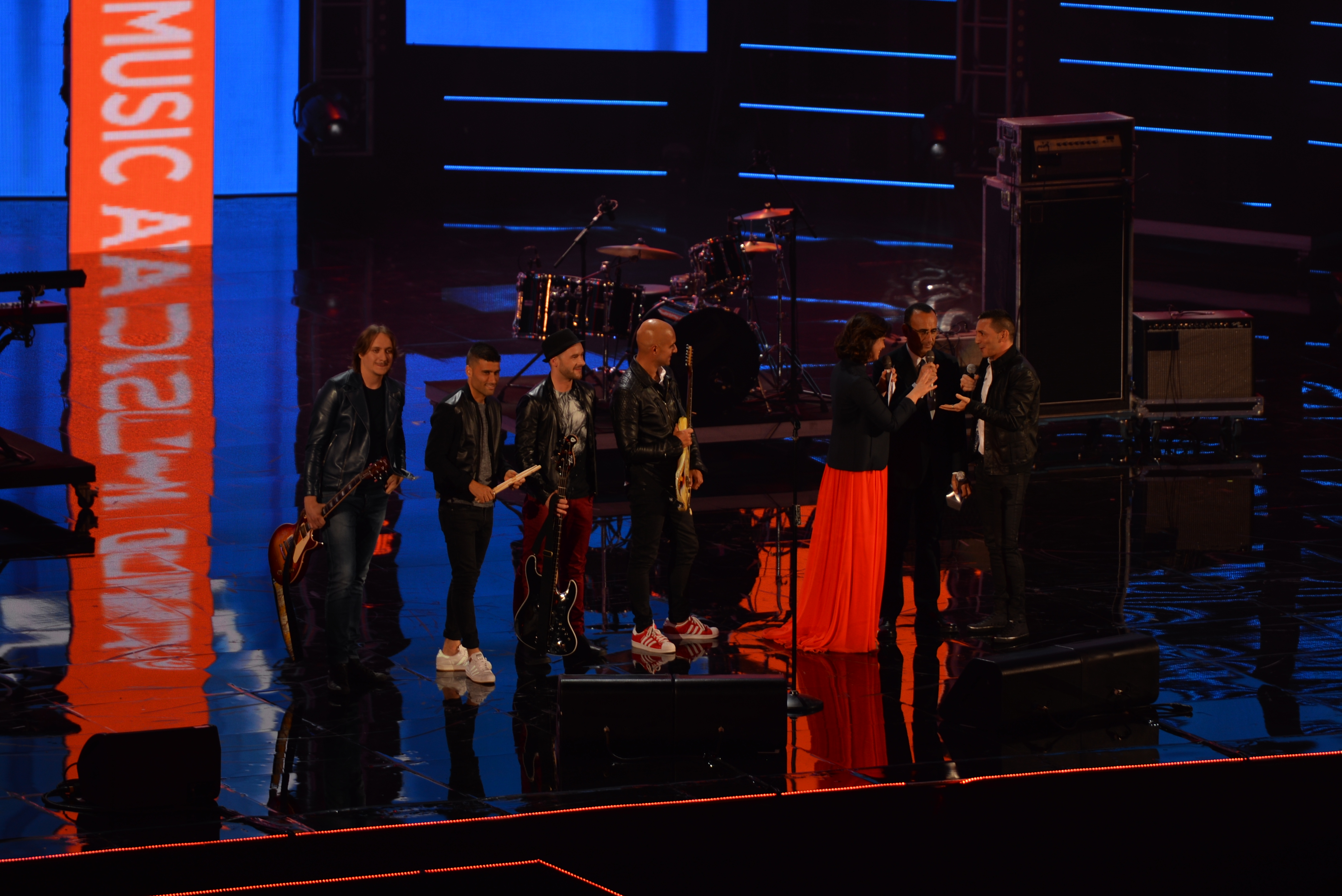
Die Band wird bei den Wind Music Awards 2016 ausgezeichnet

Neben umfangreichen Konzerttätigkeiten betätigte sich Frontman Kekko Silvestre weiter als Songwriter für andere Interpreten; so stammten beim Sanremo-Festival 2015 gleich drei Beiträge aus seiner Feder. Ende des Jahres erschien die neue Modà-Single E non c’è mai una fine, die dem sechsten Album (und dritten Nummer-eins-Album in Folge) Passione maledetta vorausging. Weitere Singles waren È solo colpa mia, Passione maledetta, Stella cadente und Francesco. Im November 2016 erschien mit Passione maledetta 2.0 eine Neuedition des Albums, die 10 neue Lieder und zwei DVDs enthielt; daraus wurde die Single Piove ormai da tre giorni veröffentlicht.
Nach einer längeren Pause meldete sich die Band 2019 mit dem Album Testa o croce zurück, dem die Single Quel sorriso in volto vorausging. Es gelang ihr dabei nicht, an die früheren Erfolge anzuschließen. 2021 und 2022 veröffentlichte Modà das dreiteilige Album Buona fortuna, das noch weniger Beachtung fand. Mit Lasciami ging die Gruppe beim Sanremo-Festival 2023 ins Rennen.

## Diskografie

### Studioalben
| Jahr | Titel                         | Höchstplatzierung, Gesamtwochen, AuszeichnungChartplatzierungen (Jahr, Titel, Platzierungen, Wochen, Auszeichnungen, Anmerkungen) | Höchstplatzierung, Gesamtwochen, AuszeichnungChartplatzierungen (Jahr, Titel, Platzierungen, Wochen, Auszeichnungen, Anmerkungen) | Anmerkungen                                                 |
| Jahr | Titel                         | CH | IT | Anmerkungen                                                 |
| ---- | ----------------------------- | --- | --- | ----------------------------------------------------------- |
| 2004 | Ti amo veramente              | — | IT28 Gold (2015) · (20 Wo.)IT | Erstveröffentlichung: 15. Oktober 2004 Verkäufe: + 25.000   |
| 2006 | Quello che non ti ho detto    | — | IT14 (63 Wo.)IT | Erstveröffentlichung: 29. September 2006                    |
| 2008 | Sala d’attesa                 | — | IT19 Gold (2013) · (46 Wo.)IT | Erstveröffentlichung: 23. Mai 2008 Verkäufe: + 30.000       |
| 2011 | Viva i romantici              | — | IT1 Diamant · (182 Wo.)IT | Erstveröffentlichung: 16. Februar 2011 Verkäufe: + 300.000  |
| 2013 | Gioia                         | — | IT1 ×5Fünffachplatin · (93 Wo.)IT                                                                                                 | Erstveröffentlichung: 14. Februar 2013 Verkäufe: + 250.000  |
| 2015 | Passione maledetta            | CH12 (6 Wo.)CH | IT1 ×4Vierfachplatin · (77 Wo.)IT                                                                                                 | Erstveröffentlichung: 27. November 2015 Verkäufe: + 200.000 |
| 2019 | Testa o croce                 | CH20 (3 Wo.)CH | IT2 Platin · (20 Wo.)IT | Erstveröffentlichung: 4. Oktober 2019 Verkäufe: + 50.000    |
| 2021 | Buona fortuna – parte prima   | CH70 (1 Wo.)CH | IT7 (6 Wo.)IT | Erstveröffentlichung: 12. November 2021                     |
| 2022 | Buona fortuna – parte seconda | — | IT11 (3 Wo.)IT | Erstveröffentlichung: 22. April 2022                        |
| 2022 | Buona fortuna – parte terza   | CH84 (1 Wo.)CH | IT8 (1 Wo.)IT | Erstveröffentlichung: 11. November 2022                     |
| 2025 | 8 canzoni                     | — | IT6 (2 Wo.)IT | Erstveröffentlichung: 14. Februar 2025                      |

### Livealben
| Jahr | Titel                   | Höchstplatzierung, Gesamtwochen, AuszeichnungChartsChartplatzierungen (Jahr, Titel, Platzierungen, Wochen, Auszeichnungen, Anmerkungen) | Anmerkungen                                                            |
| Jahr | Titel                   | IT | Anmerkungen                                                            |
| ---- | ----------------------- | --- | ---------------------------------------------------------------------- |
| 2014 | 2004-2014 – L’originale | IT3 ×4Vierfachplatin · (111 Wo.)IT | Erstveröffentlichung: 11. November 2014 Verkäufe: + 200.000; Livealbum |

### Kompilationen
| Jahr | Titel                                                            | Höchstplatzierung, Gesamtwochen, AuszeichnungChartsChartplatzierungen (Jahr, Titel, Platzierungen, Wochen, Auszeichnungen, Anmerkungen) | Anmerkungen                                               |
| Jahr | Titel                                                            | IT | Anmerkungen                                               |
| ---- | ---------------------------------------------------------------- | --- | --------------------------------------------------------- |
| 2010 | Le origini                                                       | IT13 Gold · (33 Wo.)IT | Erstveröffentlichung: 26. Oktober 2010 Verkäufe: + 30.000 |
| 2013 | Il meglio dei Modà 2000-2011 – I primi grandi romantici successi | IT80 (1 Wo.)IT | Erstveröffentlichung: 18. Dezember 2013                   |
| 2014 | Best – i primi grandi successi                                   | IT17 (24 Wo.)IT | Erstveröffentlichung: 27. Mai 2014                        |

### Singles
| Jahr | Titel Album                                                     | Höchstplatzierung, Gesamtwochen, AuszeichnungChartsChartplatzierungen (Jahr, Titel, Album, Platzierungen, Wochen, Auszeichnungen, Anmerkungen) | Anmerkungen                                                                                     |
| Jahr | Titel Album                                                     | IT | Anmerkungen                                                                                     |
| --- | --------------------------------------------------------------- | --- | ----------------------------------------------------------------------------------------------- |
| 2004 | Ti amo veramente                                                | IT36 (2 Wo.)IT | Erstveröffentlichung: 4. Juni 2004                                                              |
| 2005 | Riesci a innamorarmi Ti amo veramente                           | IT41 (1 Wo.)IT | Erstveröffentlichung: 4. März 2005                                                              |
| 2006 | Quello che non ti ho detto (scusami) Quello che non ti ho detto | IT4 Gold (2014) · (27 Wo.)IT | Erstveröffentlichung: 12. Mai 2006 Verkäufe: + 15.000                                           |
| 2010 | Sono già solo Viva i romantici                                  | IT2 ×2Doppelplatin · (52 Wo.)IT | Erstveröffentlichung: 12. März 2010 Verkäufe: + 60.000                                          |
| 2010 | La notte Viva i romantici                                       | IT2 ×3Dreifachplatin · (54 Wo.)IT | Erstveröffentlichung: 8. Oktober 2010 Verkäufe: + 90.000                                        |
| 2011 | Arriverà Viva i romantici                                       | IT1 ×2Doppelplatin · (47 Wo.)IT | Erstveröffentlichung: 16. Februar 2011 Verkäufe: + 60.000; mit Emma                             |
| 2011 | Vittima Viva i romantici                                        | IT20 Gold · (19 Wo.)IT | Erstveröffentlichung: 13. Mai 2011 Verkäufe: + 15.000                                           |
| 2011 | Salvami Viva i romantici                                        | IT14 Gold · (18 Wo.)IT | Erstveröffentlichung: 26. August 2011 Verkäufe: + 15.000                                        |
| 2011 | Tappeto di fragole Viva i romantici                             | IT7 ×2Doppelplatin · (46 Wo.)IT | Erstveröffentlichung: 18. November 2011 Verkäufe: + 100.000                                     |
| 2012 | Come un pittore Viva i romantici                                | IT2 ×3Dreifachplatin · (64 Wo.)IT | Erstveröffentlichung: 6. April 2012 Verkäufe: + 90.000; mit Jarabe de Palo                      |
| 2013 | Se si potesse non morire Gioia                                  | IT2 Platin · (19 Wo.)IT | Erstveröffentlichung: 14. Februar 2013 Verkäufe: + 30.000                                       |
| 2013 | Gioia                                                           | IT31 Gold · (19 Wo.)IT | Erstveröffentlichung: 12. April 2013 Verkäufe: + 15.000                                         |
| 2013 | Dimmelo Gioia                                                   | IT45 (11 Wo.)IT | Erstveröffentlichung: 5. Juli 2013                                                              |
| 2013 | Non è mai abbastanza Gioia                                      | IT27 Gold · (21 Wo.)IT | Erstveröffentlichung: 4. Oktober 2013 Verkäufe: + 15.000                                        |
| 2014 | La sua bellezza Gioia                                           | IT49 (12 Wo.)IT | Erstveröffentlichung: 13. Februar 2014                                                          |
| 2014 | Dove è sempre sole Gioia                                        | IT19 Gold · (19 Wo.)IT | Erstveröffentlichung: 16. Mai 2014 Verkäufe: + 15.000; mit Jarabe de Palo                       |
| 2014 | Cuore e vento Gioia … non è mai abbastanza                      | IT47 (9 Wo.)IT | Erstveröffentlichung: 18. August 2014 mit Tazenda                                               |
| 2014 | Come in un film 2004-2014 – L’originale                         | IT93 (3 Wo.)IT | Erstveröffentlichung: 12. Dezember 2014 mit Emma                                                |
| 2015 | E non c’è mai una fine Passione maledetta                       | IT67 (3 Wo.)IT | Erstveröffentlichung: 3. November 2015                                                          |
| 2016 | Passione maledetta                                              | IT99 (1 Wo.)IT | Erstveröffentlichung: 15. April 2016                                                            |
| 2019 | Quel sorriso in volto Testa o croce                             | IT72 Platin · (1 Wo.)IT | Erstveröffentlichung: 21. Juni 2019 Verkäufe: + 100.000                                         |
| 2023 | Lasciami 8 canzoni                                              | IT31 Gold · (3 Wo.)IT | Erstveröffentlichung: 9. Februar 2023 Verkäufe: + 50.000; Beitrag für das Sanremo-Festival 2023 |
| 2025 | Non ti dimentico 8 canzoni                                      | IT29 (7 Wo.)IT | Erstveröffentlichung: 12. Februar 2025 Beitrag zum Sanremo-Festival 2025                        |
| Folgende Lieder erschienen nicht als Single, wurden aber durch das Album zum Download und Streaming bereitgestellt und konnten somit eine Platzierung erlangen: |                                                                 | |                                                                                                 |
| |                                                                 | |                                                                                                 |
| 2011 | Tutto non è niente Viva i romantici                             | IT79 (2 Wo.)IT |                                                                                                 |
| 2011 | Here’s to You 2011 Sanremo 150°Unità d'Italia - Nata per unire  | IT65 (4 Wo.)IT | Coverversion; von Modà und Emma beim Sanremo-Festivals präsentiert                              |
| 2013 | Come l’acqua dentro il mare Gioia                               | IT25 (2 Wo.)IT |                                                                                                 |

Weitere Singles
- 2004: Dimmi che non hai paura
- 2004: Nuvole di rock
- 2006: Malinconico a metà
- 2007: Grazie gente
- 2007: Sarò sincero
- 2009: Meschina
- 2009: Timida
- 2016: È solo colpa mia
- 2016: Stella cadente
- 2016: Francesco
- 2016: Piove ormai da tre giorni

## Belege
1. 1 2 3  Alben von Modà. In: Italiancharts.com. Hung Medien, abgerufen am 29. August 2023.
2. 1 2 3 4 5 6 7 8 9 10 11 12 13 14 15 16 17 18 19 20 21 22  Auszeichnungsarchiv. FIMI, abgerufen am 16. Oktober 2023 (italienisch).
3. ↑  Chartquellen (Singles):
  - Guido Racca & Chartitalia: Top 100 FIMI Singoli. Lulu, 2013, S. 157 (2004–2012).
  - Archivio classifiche Top Digital. FIMI, abgerufen am 16. Oktober 2023 (italienisch).